# 馬薩尼奧
馬薩尼奧是瑞士的城鎮，位於該國南部，由提契諾州負責管轄，面積0.73平方公里，海拔高度352米，2011年人口5,886，七成人口信奉羅馬天主教，人口密度每平方公里8,063人。

## 外部連結
- Official website （意大利文）